# 황지중앙초등학교
황지중앙초등학교는 대한민국 강원특별자치도 태백시에 있는 공립 초등학교이다.

## 학교 연혁
- 1964년 3월 14일 : 14학급 개교
- 1982년 3월 1일 : 태서초등학교 분리
- 2010년 3월 1일 : 병설유치원 폐원

## 참고 자료
- 황지중앙초등학교 - 한국교육학술정보원 학교알리미